# Редя В'ячеслав Васильович
В'ячесла́в Васи́льович Редя (20 жовтня 1955, Макіївка) — український диригент, народний артист України (1997), кавалер ордена «3а заслуги» ІІІ ступеня (2006) і ордена Преподобного Нестора-літописця УПЦ (2005), лауреат міжнародного академічного рейтингу популярності та якості «Золота фортуна» (2002). Член-кореспондент Петровської академії наук і мистецтв (м. Санкт-Петербург, Росія). Почесний громадянин міста Запоріжжя.
Народився у Макіївці. Закінчив Маріупольське державне музичне училище, згодом Київську консерваторію ім. П. Чайковського в класі Вадима Гнєдаша (у 1979 році — оркестровий факультет, у 1986 році — факультет оперно-симфонічного диригування). Стажувався в оркестрах: Державної телерадіокомпанії України, Великого театру Росії, оркестрі Північної Угорщини (під керівництвом Народного артиста Росії професора Юрія Симонова, 1996 р.). З 1987 року — художній керівник і головний диригент симфонічного оркестру Запорізької філармонії.
Під керівництвом В'ячеслава Реді колектив став центром музичної культури Запоріжжя, завоював повагу як професіоналів, так і численних шанувальників музики. Цьому сприяли щедра музична обдарованість маестро, його високий професіоналізм, артистизм, організаторський талант, висока працездатність. За ініціативою диригента з 2000 року у Запоріжжі щорічно проходять Всеукраїнський фестиваль дитячого і юнацького мистецтва «Акорди Хортиці», міжнародний фестиваль «Бароко та авангард»; ним засновані концертні цикли «Нові імена», «На сцені — юні музиканти», «Відродження». Оркестр проводить велику музично-просвітницьку роботу серед дітей та молоді, даючи щорічно понад 40 концертів для цієї аудиторії, бере участь у відомих фестивалях в Україні і за кордоном («Київ Музик Фест», «Музична весна» в Угорщині, фестиваль оперної музики у Північній Кореї та інші), плідно співпрацює з українськими композиторами — проводить авторські концерти, виконує прем'єрні твори. У 2003 році колективу присвоєно звання академічного.